# Gregor Dorfmeister
Gregor Dorfmeister (* 7. März 1929 in Tailfingen; † 4. Februar 2018 in Bad Tölz) war ein deutscher Journalist und Schriftsteller. Unter dem Pseudonym Manfred Gregor veröffentlichte er drei Romane, sein autobiografisch bestimmtes Debütwerk Die Brücke wurde erfolgreich verfilmt.

## Leben
Dorfmeister wuchs in Bad Tölz auf, wo er die Oberrealschule besuchte. Er hatte zwei ältere Brüder. Im Frühjahr 1945 wurde er zum Volkssturm einberufen und nahm an letzten Kämpfen in seiner Heimat teil. 1946 machte er sein Abitur und arbeitete anschließend in einer Baufirma und in der holzverarbeitenden Industrie. Ab 1948 studierte er Theaterwissenschaft, Zeitungswissenschaft und Philosophie an der Universität München. Während dieser Zeit absolvierte er ein Volontariat bei einer Münchner Tageszeitung. Ab 1954 war er Außenredakteur des Münchner Merkurs in Tegernsee, ab 1957 in Miesbach und ab 1960 in Bad Tölz. Ab 1962 leitete er das Lokalblatt Tölzer Kurier.
Dorfmeister, der sich neben seiner journalistischen Arbeit auch in der Lebenshilfe für Behinderte engagierte, lebte im Ruhestand in Bad Tölz, wo er im Februar 2018 im Alter von 88 Jahren starb.

## Wirken
In seinem stark autobiografischen Erstlingswerk Die Brücke (1958) schildert er den sinnlosen Volkssturm-Einsatz einer Gruppe von sieben Sechzehnjährigen, die gegen Ende des Zweiten Weltkriegs eine Brücke gegen die heranrückenden Amerikaner verteidigen sollen. Sechs der Jungen werden dabei getötet, nur einer überlebt. Das Buch wurde – auch international – ein großer Erfolg; die gleichnamige Verfilmung durch Bernhard Wicki aus dem Jahre 1959 ist ein Klassiker unter den Antikriegsfilmen. 2007 produzierte ProSieben eine TV-Adaption unter der Regie von Wolfgang Panzer mit Franka Potente in der Rolle der Lehrerin „Elfie Bauer“.
Dorfmeisters zweiter Roman Das Urteil handelt von einem Vergewaltigungsprozess gegen vier Soldaten der amerikanischen Armee in einer süddeutschen Kleinstadt. Der zentrale Kern des Konfliktes im Roman kommentiert den Stand der Beziehung zwischen den Deutschen und den Amerikanern gegen Ende der 1950er Jahre. Auch dieser Roman wurde – von Gottfried Reinhardt als Stadt ohne Mitleid mit Kirk Douglas – verfilmt.
In seinem dritten Roman Die Straße schildert Dorfmeister wiederum eine Gruppe von Jugendlichen, deren innere Leere und Ziellosigkeit sie in die Kriminalität abgleiten lässt.

## Ehrungen
- Bundesverdienstkreuz am Bande des Verdienstordens der Bundesrepublik Deutschland (3. Juni 1981)[2]

## Werke

### Romane
- Die Brücke. Roman. Desch, München 1959 (zahlreiche Neuauflagen- und Ausgaben, Hörbuch gelesen von Volker Lechtenbrink: Hörkultur, Dänikon/Zürich 2006, ISBN 9783952308738, Medienkombination mit Film-DVD)
- Das Urteil. Roman. Desch, München 1960
- Die Straße. Roman. Desch, München 1961

### Aufsätze
- Lenggries als Wintersportplatz In:  Carl Josef von Sazenhofen (Red.): Lenggries; ein Streifzug durch Vergangenheit und Gegenwart. 2., erg. Aufl. Gemeinde Lenggries 1989, S. 334f
- Prof. Gerhard Schmidt-Gaden. Laudatio. In: Oberbayerischer Kulturpreis 1991. Bezirk Oberbayern, Pressestelle, München 1992, S. 12f
- „Gabriel-von-Seidl-Gymnasium Bad Tölz“; Vortrag zum Fest der Namengebung. In: Bericht über das Schuljahr 1999. Gabriel-von-Seidl-Gymnasium, Bad Tölz 1999 S. 10f
- So weit die Rösser traben – Josef Martin Bauer in Bad Tölz. In: Christoph Schnitzer: Die Tölzer Leonhardifahrt. cs-press, Bad Tölz 2005, ISBN 3-00-016788-9, S. 66f.
- Vorwort zur Eröffnung von Hans Reisers Ausstellung „Schönfärbereien“ im Olaf-Gulbransson-Museum in Tegernsee am 2. September 2007. In: Und so weiter … Mitteilungen der Olaf-Gulbransson-Gesellschaft e. V. Tegernsee, Heft 8 (2007), S. 30f

## Radiobeitrag
- Thomas Grasberger: Gregor Dorfmeister. Autor des Antikriegsromans „Die Brücke“. Bayern 2, 20. Januar 2017 (Audio 24:28 Minuten; mp3; 39,2 MB)